# Црнајка (река)
Црнајка је река у источној Србији која спајањем са Шашком реком код места Милошева кула ствара Поречку реку. Река је краћег тока и извире у подножју планине Дели Јован. Тече кроз насеља Танда (град Бор) и Црнајка (општина Мајданпек).
Горњи део слива Поречке реке који чини и река Црнајка, назива се Горњи Пореч. Поред Танде и Црнајке, у ову област спадају и села Рудна Глава и Горњане.